# Белкумич
Белкумич — река на полуострове Камчатка в Усть-Камчатском районе Камчатского края России. Длина реки (вместе с рекой Левый Белкумич) — 51 км, площадь водосборного бассейна насчитывает 289 км².
Начинается на склонах гор Большие Байдары к востоку от озера Двухюрточного. Течёт в юго-восточном направлении. В верхнем и среднем течении долина реки поросла березняками, в низовьях — лесом из берёзы и лиственницы. Протекает через озеро Хвостатое. Впадает в реку Киревна слева на расстоянии 21 км от её устья на высоте 24,4 метра над уровнем моря.
Код водного объекта — 19070000112120000016995.